# 冒險王比特
《冒險王比特》（日語：冒険王ビィト），是三條陸原作，稻田浩司作畫（造型協力：中鶴勝祥）的漫畫作品。其後改編成日本電視動畫和遊戲作品。
漫畫於2006年開始長期休載，至2015年12月集英社宣佈恢復連載。

## 概要
「週刊少年Jump」連載「勇者鬥惡龍 達爾大冒險」的原作、作畫的二人後續作品。

## 劇情簡介
序章
發生的舞台時代為「黑暗世紀」。人類世界受到魔人（范德）操縱的“怪物”攻擊而幾乎滅亡，末日隨時都可能來臨，人類正陷入永無止境的恐慌之中，但是在這個漆黑世界仍然有希望之光，一班戰士挺身而出對抗魔人，他們就是「狩魔戰士」，而當中最強就是「聖龍戰士團」。在這個「人類」跟「魔人」對立的世界中 魔力強大的「魔人」，擁有驚人的破壞力，上級魔人更可以使出一種叫「冥擊」的破壞方式，作出大規模的攻擊。相對而言，「狩魔戰士」可以使用天力，使出「天擊」擊倒對方。
少年比特從小立志成為狩魔戰士，當「聖龍戰士團」成員被魔人殺害後，比特踏上了拯救世界之路。
安古奴斯篇
列多篇
黑之地平篇
達古利尼地城篇

## 登場人物

### 狩魔戰士
為一個在世界上為了對付層出不窮的魔物和魔人們所衍生而出的職業，胸口的烙印作為天力的啟蒙和自身的獵殺等級，只不過他們透過獵殺來維持生活，不代表每個人都是善人，他們往往與人群格格不入，更有少數因為自己的慾望墮落為強盜或魔人的走狗。

#### 比特戰士團
比特
配音：木内レイコ（日本）；張雪儀（香港）；詹雅菁（台灣）
初登場等級1等，修練三年後等級11等(但是太久沒鑑定，實際上不只11等，具本人所說11級以前還算有新鮮感，之後因為食宿自理《完全不花錢》所以就忘記了)，面對死者沼澤策士時已升到28等，與卡羅紐特一戰結束後升到31等（臨時LV證書）。
本作主人公，個性溫和，但卻堅信正義，夢想總有一日能結束黑暗世紀。本身不擅長天擊（無人教導加上五個才牙作為超高起點），大多數戰士作為起手的火焰天擊也只能在自己手上點火，後續與克魯斯重逢後才從他身上習得了一部份的天擊技巧。
曾在12歲時，被魔人打成重傷，聖龍他們為了救比特，將五個才牙附加上自己的生命力注入比特的身體裏。（通常一個狩魔戰士只會有一個才牙，所以比特擁有五個才牙是很特殊的）
在自身將五個才牙全部鍛鍊至極限之後（翼之騎士所說），就此精煉出了屬於自己的「靈魂之刃」──全新的Excellion Sword！
Excellion Sword（比特——光之刃）
光屬性的才牙，為聖龍的Excellion Blade的變化版，本身的羽翼劍刃完全凝縮為瘦長的劍身，約三分之一的位置有著簡單的羽飾，護手則是完整的飛鳥型態蹲伏在一只圓形的核心上與柄相連，長度也由雙手劍些微減短變成了一把單面重劍。本身融合了其他五組才牙的特性，除了劍形以外還可將天力凝聚為盾牌（亦可化為鏈枷，球體和本體間以天力構築成的鎖鏈連結），以及將刃與護手轉化為長槍、戰斧（單面）和手槍的型態。
魔奧義：伸長、全彈發射、翔翼斬空劍、解毒、生命吞噬（皮毛）
Excellion Blade（聖龍——光之刃）
光屬性的才牙，為羽翼型的單面雙手劍，具有無視「超重領域」的特性，被稱為最強的才牙，亦是比特的王牌。
魔奧義：翔翼斬空劍
Burning Lance（拉奧——爆炎之矛）
火屬性的才牙，為一把相當強悍的長槍或是戰戟，為比特最熟悉也最常用的才牙。
特殊技：伸長、雙頭槍
Crown Shield（古羅士——王冠之盾）
水屬性的才牙，為一面足以遮蔽全身的大型盾牌，擁有強悍的防禦力量和吸收敵人攻擊後轉換為水屬性天擊加以反擊的特性，且在必要時可將下方固定用的鋼釘抽出形成握把，讓整個盾向內收縮變成大型鏈枷（大鐵球）。
特殊技：反擊、解毒（可以把體內的冥毒逼出來，能用來治療中毒的人）。
Cyclone Gunner（艾西特——旋風之槍）
風屬性的才牙，平時為一把大口徑的手槍，依靠著獨特的呼吸法門吸取空氣形成自身子彈，但不懂的法門就只有一發子彈，必要時可轉換為遠距離狙擊模式。
特殊技：全彈射擊
Voltic Axe（布魯森——狂雷之斧）
雷屬性的才牙。為一把雙手才能勉強舉起的雙刃巨斧，是全部才牙中凝聚時間最長（對比特而言，共需12秒，其他的僅需1～3秒就可現形），威力也最不好控制的，揮動時會自然帶起一道道的斬空波，且命中率很差──對手不動的狀態下三發才能命中一發，因而在過去不熟練的時候可以說是會讓自己人先團滅的雙面刃，但相對的，本身的威力和重量也是重量級的！斧頭能夠分解成兩個部分，一截是巨大斧面，一截是短柄鐮刀，能帶來意想不到的突擊。
特殊技：吞噬生命──巨斧上有個緊閉的怪嘴，一旦打開會瘋狂吞噬生命力，內部為只有虛無的異空間。（目前無法分辨敵我且需要旁人協助才能將其關上）
玻雅娜
配音：前田愛（日本）；魏惠娥（香港）；雷碧文（台灣）
初登場等級21等，列多奴篇結束後升到23等，與卡羅紐特一戰結束後升到27等（臨時LV證書）
從小與比特一起長大的童年好友，性格剛強。被稱為比特的未婚妻。其實自己很關心、喜歡比特，被對方自由奔放的個性吸引，也想協助他而跟隨一起冒險。
當比特離開家鄉接受訓練的時候，她為了保護家鄉免於被魔人侵略而成為狩魔戰士。
她是比特戰士團的第二名成員，初期攻擊時以短刀為主武器，之後結合上鐵甲槍輔佐天擊，其中威力最強的屬火系天擊，只不過因為擴散的特質不適合太遠的距離，卻很適合用於近戰的直接攻擊。
在和古里尼迪的戰鬥中領悟火之天擊的上位奧義『終極爆裂』。與六星魔人「比爾迪克」的殭屍一戰，覺醒才牙「爆炎槍臂」。
爆炎槍臂（Blaze Gun Arm）
火屬性才牙。為拳套及重拳槍的複合武器，不僅能增幅波雅拉本身的力量（與力量型魔人正面硬槓也絲毫不落下風）還可強化天擊的威力，配合著波雅拉的行動模式可直接打出相當豪邁的攻擊方式。
特殊技：內部爆破
傑司
配音：久川綾（日本）；周文瑛（香港）；雷碧文（台灣）
初登場等級22等，與卡羅紐特一戰結束後升到25等（臨時LV證書）
比特的舊友，能使用狩魔戰士特殊攻撃「天撃」的天才，以成為世界第一天撃使為目標。
很容易就哭。體力也很弱。但是，也會不斷努力鍛煉。
擁有將水之天力高度壓縮後，以箭矢的方式命中敵人再一口氣全部釋放出來，將敵人徹底冰凍、碎裂的『天青之冰結波』。
劇情中途因為被發現曾經於魔人底下工作的背景而遭到通緝，一度要被逮捕歸案，後在彌兒法的監督下一起前往古蘭西斯塔進行聽證審判。
在與巴隆一戰中因心靈創傷復發逃離戰鬥導致畢特慘敗，之後克服創傷回歸迎戰，展現了讓在場所有人（畢特除外）都感到驚艷的天擊絕技。
雖然在解除了心靈創傷後擁有極度出色的戰鬥力，但是......面對主動表白強攻的彌兒法完全沒有辦法（主因在於過去基本上都是被溫柔的女性以相當委婉的方式表白，但是基本上什麼都不懂，是位隱性的花花公子）。
史力濤
配音：三浦祥朗（日本）；何偉誠（香港）
初登場等級32等
比特的熟人，現實主義者，是比特的競爭對手。
雖然表現冷漠無情的樣子，常跟比特吵架，但是實際上很關心比特，曾說過明明很討厭畢特的為人，但就是沒辦法丟下他不管。因為本身所受過的訓練對於毒和麻藥擁有相當程度的抗性。
被殭屍萊毆重傷後，被希斯塔利歐俘虜。被醫生魔物強化肉體且才牙升級。
寂靜之刃
風屬性才牙，為一把透明且極度鋒利的雙頭長刀，基本上外貌不現形，只有透過特殊方法（被血液所浸染）才會讓旁人看見它的外貌。被醫生魔物強化後外觀轉化成黑色，且可以更加精確地切割目標。
美璐花
配音：宍戶留美（日本）；鄧潔麗（香港）；錢欣郁（台灣）
初登場等級41等
BB的成員之一，擁有很強的實力，負責狩魔戰士的紀律，是擁有強大能力的執法戰士。
為人活潑開朗，是聖龍的忠實支持者，連帶著對畢特也有好感，不過比較像是愛屋及烏的那種感覺，如同一位姊姊看著優秀的弟弟。
碰上奇斯後因為外貌和優秀的天擊能力而「觸電」了，一開始是帶有著母性的好感，於巴隆一戰後因為奇斯渴望變強的誓言於不經意中被正中紅心，開始正視起自己對於奇斯的感情。
全名為美璐花．德．古蘭西斯塔，是古蘭西斯塔王國的公主兼王位唯一繼承人。
雷電巨鉗
雷屬性才牙，平時可以看作一把大型的戰鎚，主要憑藉著重量將敵人「砸」成兩半，頭部的部分可向兩側展開形成炮身，並從中間的位置凝聚強大的雷電能量對目標進行遠程砲擊。當然，必要的時候也可以透過張開的炮身夾住對手並且將其拉起來處於滯空狀態，甚至是直接甩出去砸向其他目標，後來更參考迦雷爾的作戰方式，將一部份分離開來並以電流連接形成類似鏈枷的型態進行中程的攻擊或牽引自身。
特殊技：電磁炮──本身同時具備炮擊與固定牽引的兩種特性，可直接轟炸目標或者是以電磁引力抓取、牽制，但相對的會消耗很大量的天力。

#### 聖龍戰士團
大陸最強的狩魔戰士團。
聖龍
配音：綠川光（日本）；郭俊廷（香港）
比特的哥哥。也是聖龍戰士團的領導者。在與村民對話時察覺到了畢特異質的睡眠習慣，從而猜想畢特似乎和自己有著類似的力量。
擅長光之天擊，體內封印著一股強悍的力量，從基礎來講是為了讓才牙向另一個階段進化的力量，只是當下的LV還無法控制，因而被古蘭西斯塔之王加以封印。後來在對戰貝爾托傑時為了保護大家而加以解封，每一次攻擊都擁有著上位天擊的威力！只是代價是肉體會逐漸被天力所同化而消失。至今下落不明。
拉奧
配音：古川登志夫（日本）；林谷珍（台灣）
聖龍戰士團的攻擊手，主要武器是長槍，擅長火之天擊，也是教導畢特長槍入門的人物。總愛耍酷，女人緣很差（到頭來都喜歡上古羅士）。
與貝爾托傑一戰後被莫名力量炸飛到另一塊大陸，再現身時已變成希士達里奧的前鋒、搭檔、護衛（瀕臨死亡時被修復、強化後遭受操控，保留所有記憶），重傷史雷德。之後一同潛入古蘭西斯塔對畢特展開獵殺。
確認本人並未身亡，而是被希士達里奧改造並植入義眼後洗腦操控，摘除義眼後現陷入昏迷。於最後關鍵時刻拼命清醒過來，幫助畢特將希士達里奧塞入波帝克巨斧的奧義之中，並聯手將其關上。
對其而言，被希士達里奧操控雖是無可厚非的事實，但被救下以及這兩年相處的時光也非虛度，因而在最後仍稱其一聲：搭檔。
古羅士
配音：千葉進步（日本）；李世揚（台灣）
聖龍戰士團的智者與守護者。平時主要依靠盾牌防禦，但在必要的時候能將盾牌化為鍊枷進行攻擊，只是很少會這麼做。
擅長水之天擊，同時也可憑藉著強悍的水之天力為同伴逼出體內的冥之劇毒。
與貝爾托傑一戰後被莫名力量炸飛到另一塊大陸，並被貝卡托提的領主所救，只是在恢復身體的這段時間內完全失去過去的所有記憶，直至與卡羅紐特一戰時才真正恢復。
艾西特
配音：三宅健太（日本）
聖龍戰士團的狙撃手。相當的沉默，平時休息時總是在打坐，才牙似乎是配合著自身的呼吸頻率所凝聚而成，從而擁有著取之不盡的子彈。
布魯森
配音：一條和矢（日本）
聖龍戰士團的狂戰士。身材為全員之中最為壯碩與高大的（比聖龍還要高出一個頭）。

#### 翼之騎士
翼之騎士
真實身分不明，整個人沒有一絲的肌膚暴露在外，頭上戴著一個全面遮蔽式的頭盔，身體似乎是由光之天力所構築而成，本身擁有相當強悍的實力，僅僅單憑著一把普通劍便與巴隆打的不相上下！透過死鬥的方式將才牙的本質教導給比特。
於巴隆的死鬥中選擇將所有的天力交付給比特，使得比特得以從戰斧的魔奧義副作用中甦醒過來，並且點醒比特手中之劍的「真貌」。
在殭屍萊歐帶著瀕死的畢特離開古蘭西斯塔之際，再度現身於兩人面前，並且與殭屍萊歐進行了一場死鬥，最終因為希斯塔利歐的移動母艦「骸之幽靈船」的介入以兩敗俱傷的方式收場。
隱藏在頭盔下的是傑諾的臉，但與傑諾似乎是完全不同的人......

#### 彌兒法戰士團
卡爾羅薩
為活動時間與範圍最廣且悠久的執法獵人，也是目前大多數執法獵人的導師。和彌兒法的關係相當的不錯。
天空指揮棒（Heavens Swinger）
風屬性才牙，外表看起來是一把類似戰戟的兵器，但主要功用卻是駕馭風，主用於禁錮敵人之用，正面戰鬥力相對較弱但用於一般多數魔人身上卻足以憑藉著大氣壓就將其壓死。
薩巴拉
執法獵人預備役，是一位魁武的短髮青年，比師傅還要再高出半個頭左右，平時沉默寡言也可以說存在感其實不高。
阻截攔擊钂（Blocker Block）
火屬性才牙，外表看起來是一把類似戰錘的兵器，但主要功用卻是駕馭火，可駕馭火焰進行近距離或遠程的大範圍炸裂。
烏爾
執法獵人預備役，是一位有些桀傲不遜的青年，嘴巴很壞但人其實不錯，在替畢特特訓時額外發掘了教學的才能。
狂野滑拐（Wild Slider）
雷屬性才牙，外表看起來是一把單手的柺棍，能夠凝聚雷電化為遠程的新月刃或者是環刃來攻擊敵人，但就目前而言變化能力不多。

#### 其他人物
鑑定士
聲：（日）京田尚子（アンクルス他）、丸山詠二（レドウ）
駐紮於各個有圍牆和門所守護的村莊，為獵人們進行狩獵的鑑定（虹膜讀取）、發放賞金及獵人等級的初啟（第一次非常的痛）和升級，同時和高級獵人工會間也有著明確的聯絡辦法，以便在村莊危急時發出求援信。主要都是退休的獵人進行擔當，而且雖然都是退休人員但戰力仍不容小覷，普通狀態下來襲的魔物往往都能輕易殲滅，但面對高等級的魔人和大量來襲的魔物就比較沒有辦法。駐紮的小屋裡有著大量的魔人懸賞通緝令，並於必要的時候提供簡易的醫療服務，然而對於過重的傷勢或者是強烈的冥毒比較沒有辦法。
浦拉姆戰士團
配音：今村直樹、齊木美帆（日本）
為初登場時與波雅拉合作的戰士團，全員平均等級均在20級以上，但是被姆蓋因的計謀提前團滅，全員均成為了高等油畫人的擬態材料。
迦雷爾
聲：）
為古蘭西斯塔現今最強執法獵人，年紀雖輕但已經超越了師父卡爾羅薩，小時候故鄉便被魔人毀滅，僅剩自己一人獨活，之後被卡爾羅薩帶回古蘭西斯塔扶養與教導，和彌兒法是青梅竹馬的關係。個性耿直且自喻為彌兒法的騎士，對彌兒法十分的敬重甚至是逼近於愛慕的感覺，擅長雷之天擊。
特萊昂‧芬薩斯（Triad Fencers）
雷屬性才牙，為三把雙頭長劍（短柄），本身的劍刃可隨著持有者的想法進行伸縮（無法增長），搭配著雷之天擊附帶的電磁能力造就非常靈活多變的戰鬥模式，近戰、遠程、防守、群攻全部都包含在這三把才牙劍之中。
魔奧義：不動雷電陣

#### 動畫登場

##### 捷古戰士團
捷古
配音：玉木有紀子（日本）；李世揚（台灣）
率領捷古戰士團的狩魔戰士。因為把過去曾經救了他的聖龍視為救命恩人，所以就以聖龍為目標努力地重新再修練。對於女孩子會特別的關注，很常直接追在有實力的女子後面跑，但也具有相當的騎士精神，在沒有戰力的女孩面前時便會化身為最好的守護騎士。
火光刀鋒
火屬性才牙，為一把特製的雙手大劍，在劍鋒的兩側各有一把可以隨著使用者的需求而射出的短劍刃（一次性），基礎射程不長主要適用於在接近戰前的牽制所用。
魔奧義：火光噴射、季克咆哮斬
納克
配音：青山桐子（日本）；詹雅菁（台灣）
留克的雙胞胎弟弟，留著藍頭髮。
以水之天力作為攻擊主力，武器跟哥哥一樣使用長槍（槍尖頭有些微差異），與哥哥不同有著大人一樣的語調，觀察力優異。
留克
配音：津村真琴（日本）；錢欣郁（台灣）
納克的雙胞胎哥哥，留著紅頭髮。
以火之天力作為攻擊主力，以長槍為武器把天力纏在尖端上使之攻擊對方。

##### 香提歌的居民們
里昂
配音：釘宮理惠（日本）
天力之城香提歌領主的兒子。
持有能感應冥力且能讓天力大幅增加力量與效果的不明道具“Brighty Prime”。喜歡從製作各種中物品中學習人類的技術，除了製作機械外也喜歡科學相關。會使喚男女老幼，但會作無論是誰都會高興、還會留下形體的夢想，由於那個夢想在香提歌城內實現不了所以想去能實現夢想的地方，因此經常離家出走。
帕多羅
配音：鈴木清信（日本）
天力之城香提歌的現任領主。里昂的父親，個子小但穩重冷靜。
時常在長篇大論著經常離家出走、為此煩惱且看似無法教導的兒子。但在戰鬥時會率領四個天擊隊，是個憑外表就無法想像的實力家。
伊布爾
配音：増谷康紀（日本）
天力之城香提歌的四賢者之一。專精風之天擊，被稱之為清風，是個喜歡甜食卻又有點喜歡耍賴的大叔。
為畢特他們在登陸香緹格附近海岸時除去里昂外首先接觸的香堤格高層，自創風之奧義「風牙一閃」，並將其傳授給畢特。
在魔牢獄現世之時，為了幫助要進入其中營救里昂的畢特四人，隻身迎戰重鐵騎阿托隆，最終利用對方的冥力結合上自身的風之奧義炸開了大門，卻也透支生命死去。
古利法斯
配音：大友龍三郎（日本）
天力之城香提歌的四賢者之一。專精火之天擊，被稱之為烈火，是個時常緊繃著臉的大叔。
為香堤格的主要政務管理人，基本上可被稱為人類版古里尼迪（不只外貌，發起脾氣也幾乎一模一樣），身旁也有一位和丹高爾幾乎一模一樣的女僕，也是里昂的宮廷導師。自創火之奧義「烈火業斷」，並將其傳授給畢特。
在魔牢獄現世之時，在香提歌事情告一段落後便緊隨在後，最終找到了伊布爾的墳......之後將彌兒法和波雅拉送上魔牢獄，隻身返回香緹格繼續善後的問題。
當畢特和里昂從高空墜下之際，指揮民眾對定點釋放天擊從而減緩兩人的下墜力道
最終與其他兩人於花園聚會，深深的懷念著逝去的摯友......。
雷蒙
配音：長嶝高士（日本）
天力之城香提歌的四賢者之一。專精水之天擊，被稱之為流水，是個打扮得像個海盜的肌肉大叔，說話有些不通邏輯，然而就外貌來看是四人中最年輕者。
平時在香提歌四處遊蕩，自創水之奧義「流水爆破」，並將其傳授給畢特。
最終與其他兩人於花園聚會，深深的懷念著逝去的摯友......。
鬥牙
配音：津久井教生（日本）
天力之城香提歌的四賢者之一。專精雷之天擊，被稱之為迅雷，是四賢人中身高最矮的，右眼下有一道閃電狀的痕跡。
主要負責香提歌的侍衛調動與地底下封印的看守，自創雷之奧義「迅雷擊破」，並將其傳授給畢特和彌兒法。
最終與其他兩人於花園聚會，深深的懷念著逝去的摯友......。

### 魔人
一種源自大地的獨特生命，大多數是以各種不同的生物混合著人型構築為自身的主要外貌，且多數都具備有「角」以調節冥力的收發與儲存，相對的，角一旦被斬斷，冥力便會不受控制的在魔人體內累積，最終伴隨著魔人的死引發大爆炸！於左手臂有著與生俱來的一顆「星」，每當達到一定的功勳（折磨、獵殺人類）便會被魔賓館賜與相對應的一顆星，達到四星以上便會顯露出與自身相對的圖騰，而八輝星則為魔族之王（一切資料不明），當魔人迎來死亡的時候，星則會逐漸的碎裂、凋零……

#### 七星魔人
慘劇之王者 貝爾圖西
配音：石塚運昇（日本）；黃志成（香港）
初登場只有五星，再次出場是七星。
任何時候都在找機會跟強者決鬥。持有特殊能力「吞星」，可將與生俱來的一顆星壓制於體內，將冥力和體力降低以達到鍛鍊肉體的效果。與聖龍等人一戰時領悟了燃燒生命來短暫提升戰鬥力的能力，之後便長期隱居於裘羅克山脈，僅有由諾亞製造的一個分身在外行走（僅有5、6星階的實力，但擁有著豐富的戰鬥經驗，足以讓大多數經驗老到的獵人栽個跟斗）。在希士達里奧戰敗後離開裘羅克山脈。
魔奧義：魔手‧靈魂衝擊、幽靈暴衝陣
深綠之智將 古利尼地
配音：大友龍三郎（日本）；林谷珍（台灣）
初登場只有六星，列多奴篇結束後才升上七星
統治著黑色大地的魔人，主要方式是繁衍大量的蟲類魔物侵蝕大地，本身脾氣相當暴躁（平時以特殊的藥水浸泡全身，從而形成一層特殊的深綠色外皮，擁有著大幅度抑制冥力與鎮靜的效果，也因此就身旁的智慧魔物所說，平時發飆起來已經算相當冷靜了），當情緒完全潰堤時，會暴露出自己的真面目，粗魯、野蠻、只知大打出手，堪稱最典型的魔人，別稱：染血野獸。唯一的弱點是頭上的角，但是對於魔人來說角一旦被折斷，冥力就會不受控制在體內累積，最終隨著死亡引發大爆炸（以古里尼迪的等級，威力足有上位冥擊的5倍）。
魔奧義：怒剛烈波
魔人博士 諾亞
配音：堀内賢雄（日本）
極少數不喜歡戰鬥的魔人，喜歡研究人類。所得的七星據本人所說就只是將撲向自己的飛蛾和火星拍掉而已，結果就變成這樣了。
貝爾圖西的朋友，同時也是貝爾圖西分身的製作者。在見證了巴隆的另一面後就對於「魔人」的存在產生了質疑，之後從遠處目睹了希士達里奧的戰敗後與夏基正式宣告決裂，並在畢特戰士團進入裘羅克山脈後突然現身，一反常態的對他們發動襲擊。
不動巨人 卡羅紐特
是一位擁有著儲存魔物磚塊能力的魔人，每個魔物磚塊內都儲存有一隻魔物，甚至連魔人也可以加以收入（自願捨棄星），在磚塊內的生命全部都會進入休眠狀態，完全不會散發任何的能量氣息，而且不論是什麼樣的傷勢都可以痊癒，釋放時只要磚塊破碎即可。平時因為磚塊的重量拖累使得自身的行動速度緩慢無比，但在全部排除以後的速度比一般的魔人要稍快少許。被比特擊敗後被羅狄娜帶回根據地，更被羅狄娜嘲笑其自作聰明，最後在羅狄娜的見證下化作沙塵死亡。
魔奧義：超重領域
天空王 巴隆
配音：田中秀幸（日本）
喜歡堂堂正正地與人正面較量，因而有著「男爵」的額外稱呼。於攻擊前通常會先以冥擊‧風烈掌進行試探，對於擁有潛力的對手會刻意放其一馬，等待著他們的成長與下一次的對決。本身有著一個輔助大腦，名為占枷，是個完全符合魔人特性的腦，多數時間都處於沉睡狀態，只有在月蝕的時候會出現接管身體（主要時間），為「紅月惡魔」傳說的創造者，在必要的時候會和巴隆的主意識一同現身並給予建議，非月蝕的時候無法強行取得身體的控制權，然而一旦在這個狀態下取得身體控制權的話，巴隆的人格將會完全消失，不過真相只是整體意志和腦部中樞被切離了陷入了深沉的沉睡。
占枷戰敗後，自行脫離巴隆的身體企圖襲擊比特，反被早已埋伏一旁的玻雅娜擊敗而死。臨終前，委託比特把遺言傳達給巴隆後，便化成灰消失了。
巴隆甦醒後，從比特口中得知占枷的死及遺言後，於悲愴之中自行將左手上的星全數扯下拋上空中，就此捨棄了魔人的身分並退出了狩獵比特的比賽。之後試著尋找重新向前的道路，便飛上天空離開了。
魔奧義：冥力閃光、殞落之翼
兇刃 希士達里奧
擁有不死身能力的魔人，身旁隨時攜帶著一把魯特琴，琴的柄的位置隱藏著自己的武器──劍（由自身骨骼製成，可隨心所欲變化成不同的形態，不只適用於近戰亦可用在遠攻上），在音樂上的造詣不低。
從有意識以來，腦袋浮現「你身為魔人就是要為了戰鬥而活」，但其不能接受，雖然打倒人類沒什麼，但想要有魔人同伴，常因看似弱小的皮包骨身材而被輕視殺害，但不論被破壞成什麼樣子，只要有大地冥力花時間就能恢復原狀，被其所殺的魔人及魔物屍體，都會變成殭屍為其所用，但因已死亡，所以屍體只會逐漸腐爛，讓其心有不滿。
因為對於夥伴的深刻渴望，透過魔物醫生創造出了讓活著的生命擬僵屍化的方法，並將其用在了萊歐身上，當萊歐被奪回之後便被自身的憤怒、孤寂所淹沒，情緒徹底的失控打算將畢特一行人不計一切代價全部殲滅。最終被填入了波帝克巨斧的怪嘴中，永遠的封印於虛無，因為不死的特性，只能永久的對虛無吶喊自身的孤寂。
魔奧義：牙流轉生、操屍
小惡魔 羅狄娜
首位以女性外貌登場的高階魔人，和一般魔人不同，除了所謂的「地脈之扉」外，還可依靠著「神秘印記」這種刻寫有自身印記所在位置的地方憑藉著次元傳送的方式來去自如，如果忽略了手上的七星和頭上看似髮飾的角，和人類的外貌基本上沒有任何的不同。

#### 六星以下魔人
死人沼澤的策士 姆蓋因
配音：稻葉實（日本）
二星魔人，長期肆虐於安庫里斯村附近，透過購入大量的泥巴蜥蜴進行繁衍，造就出一個個的黑色沼澤，本身的戰鬥能力不高，通常是躲在部下的背後進行狙擊，或者是用陷阱困住對手後再行狙殺。是比特和波雅拉第一個聯手擊敗的魔人。
銀色的魔手 梅爾墨德
配音：千葉繁（日本）；林谷珍（台灣）
四星魔人
興趣是收集才牙，在他的城堡裡有大量才牙收藏品。會用冥力silver freezing把戰士變成雕像，再連人帶才牙一起帶回城堡，戰士在接下來的短時間裡不會死亡，只會逐漸地陷入絕望，最後死去之時才牙將化為永恆的收藏品留於城堡之中。
黑蜘蛛 班卓拉
配音：津久井教生（日本）；林谷珍（台灣）
三星魔人，為古里尼迪的三位手下之一。本身戰鬥力不強，很喜歡虛張聲勢。動畫中曾負責操縱貪吃螞蟻襲擊城鎮。
鮮烈的紅彈 夫拿烏斯基
配音：私市淳（日本）；魏伯勤（台灣）
五星魔人，為古里尼迪的三位手下之一。植物型魔人，只要不擊中種子核心就不會死，自身可製造大量的生體彈藥，必要時可捨棄軀體（捨棄後軀體化為重型炸彈，足夠讓一個小型城鎮灰飛煙滅）。性格上喜歡可愛的事物，唾棄已經成年的人類。
黑暗軍師 羅斯閣特
配音：草尾毅（日本）；李英立（台灣）
五星魔人，為古里尼迪的三位手下之一。曾經是黑之平地部分土地的領主，後來臣服於古里尼迪。
魔物僕人是狙擊手巴茲。
兜帽下的臉瞎了一隻眼睛（被古里尼迪發飆時打瞎的），能朝一定範圍散播鱗粉形成一個特殊的毒性領域（幻象魔霧），讓吸入的人無法輕易地用出才牙且天擊威力也會被削弱。會使用高級冥擊業火流──就有如生物一般活動著的長串型火球。
紫紺的激流 亞基爾
四星魔人，會與加奈魯賭博，與加奈魯有債務關係。
在第32集傑司的回憶初登場，後來在第38集被打敗。
被加奈魯雇用，去攻擊比特。後來被比特打敗。
金色的賭徒 基亞巴爾
配音：古川登志夫（日本）
五星魔人，在漫畫中開頭時便因為和貝爾托傑間的賭鬥慘敗，而被貝爾托傑以冥擊擊殺。
動畫中會與加奈魯賭博，與加奈魯有債務關係。
被加奈魯雇用，去攻擊比特。後來被吉克打敗。
死亡的奪命人 漢古
配音：一条和矢（日本）
第二季登場，動畫原創人物。魔牢獄四號房領頭，擅長水之冥擊的囚犯之一，有著連對方是魔人也都敢吃掉的食慾。
身體如同液體一般可承受物理攻擊，既使被結凍後粉碎、在高溫蒸發之下也都不會死，當變成氣體時一旦人類吸入該氣體身體就會被控制。
由於本身是試驗性魔人，因此不具備星，身上的枷鎖用於抑制和封鎖自身的冥力，一旦枷鎖被破壞便會因為冥力失控而自爆。
史上最弱魔人 南加貓
配音：小野坂昌也（日本）
第二季登場，動畫原創人物。外型為黃色且肥胖的虎斑貓魔人，被囚禁在魔人專屬的監獄「魔牢獄」裡面。
由於自己的冥力數值極低，只有二星程度，故一開始登場時監獄守衛還有偵測冥力的門沒有發現到他的越獄、而且反而不被想要把魔人根絕的比特他們認為是兇惡的魔人。

#### 魔賓館
薩奇
配音：中尾隆聖（日本）；林谷珍（台灣）
一星魔人，魔賓館館長。由於本身是作為支援其他魔人的存在，不論做了甚麼事永遠無法增加自己擁有的星。樣貌是穿著白色燕尾服的白色兔子，平時總是一副微笑的表情，但是在那表情下卻隱藏著不為人所知的黑暗面。時常扮演著送貨員將魔物送至訂購人的手上，鮮少長時間待在魔賓館內。
別名「幻之魔人」，名字廣為人知，真面目卻鮮少為人所知。是唯一可以面見冥力根源──暗黑之眼的魔人。
塔羅特斯
配音：梁田清之（日本）；何志威（台灣）
魔賓館的管理官，在館中執掌著魔物大鑑，是魔人們訂購各種魔物時的主要窗口。
夏基女郎
魔賓館的仕女。兔女郎外表的魔物，似乎不具備任何戰鬥力，也是唯一不為外界所知的女性外型魔物。

## 設定
天力
人類足以抗衡魔人,是因為擁有化魔力為「天擊」的能力(與「冥力」對立)
才牙
主要由天力所實體化而成，平時隱藏於獵人的胸口，只有在必要的時候才會實體化。因為是由自身最熟練地天擊聚合天力實體化而成，因此自身也會攜帶相對應的屬性，也因為實體化時會消耗持有者自身大量的天力，因此往往只有在需要一擊必殺時才會被召喚出來，正常狀況下一個人一生只會持有一把才牙。
天撃
利用天力轉化而成。天力融和於大氣之中散布在整個世界，共有著光、風、火、水、雷五種屬性。起始源頭不明。
冥撃
利用冥力轉化而成。本身融合於大地之中散播在世界上，和天力相對同樣也有五種屬性，分別為暗、風、火、水、雷。起始源頭隱藏於魔賓館的地下，名為暗黑之眼，由複數巨大的眼球所構成，每個眼球各自獨立懸浮於地層和岩漿之間。

## 出版書籍
單行本
| 集數 | 日文標題 | 香港標題             | 台灣標題             | 集英社        | 集英社                 | 天下出版       | 天下出版           | 長鴻出版社     | 長鴻出版社           |
| 集數 | 日文標題 | 香港標題             | 台灣標題             | 發售日期      | ISBN                   | 發售日期       | ISBN               | 發售日期       | EAN                  |
| ---- | -------- | -------------------- | -------------------- | ------------- | ---------------------- | -------------- | ------------------ | -------------- | -------------------- |
| 1    |          | 少年，站起來！       | 奮起吧！少年！       | 2002年10月4日 | ISBN 4-08-873290-1     | 2003年5月21日  | ISBN 962-998-514-4 | 2003年10月27日 | EAN 471-0765-17884-0 |
| 2    |          | 宿敵重臨             | 宿敵再次出現！       | 2003年1月6日  | ISBN 4-08-873373-8     | 2003年5月22日  | ISBN 962-998-515-2 | 2003年11月14日 | EAN 471-0765-17950-2 |
| 3    |          | 激鬥！貝爾圖西       | 激戰！貝爾托傑       | 2003年4月4日  | ISBN 4-08-873415-7     | 2003年6月23日  | ISBN 962-998-554-3 | 2003年12月15日 | EAN 471-0765-18032-4 |
| 4    |          | 第3個團員！          | 第三位夥伴！         | 2003年8月4日  | ISBN 4-08-873501-3     | 2003年9月22日  | ISBN 988-207-041-8 | 2004年1月8日   | EAN 471-0765-18191-8 |
| 5    |          | 在我的胸膛哭吧！     | 在我的胸膛哭泣吧！   | 2003年11月9日 | ISBN 4-08-873530-7     | 2003年12月19日 | ISBN 988-207-018-3 | 2004年4月22日  | EAN 471-0765-18364-6 |
| 6    |          | 血風！古利尼地城     | 腥風血雨！古里尼迪城 | 2004年3月9日  | ISBN 4-08-873581-1     | 2004年3月21日  | ISBN 988-207-014-0 | 2004年9月20日  | EAN 471-0765-18751-4 |
| 7    |          | 全靠這一擊了！！！   | 就看這一擊了！！！   | 2004年7月7日  | ISBN 4-08-873635-4     | 2004年7月30日  |                    | 2005年2月3日   | EAN 471-0765-19195-5 |
| 8    |          | 暴風雨之貝加託特！！ | 風暴！貝卡托提！！   | 2004年10月4日 | ISBN 4-08-873674-5     | 2004年12月21日 |                    | 2005年8月6日   | EAN 471-0765-19645-5 |
| 9    |          | 才牙的精髓！！       | 才牙的真髓！！       | 2005年4月4日  | ISBN 4-08-873798-9     | 2005年6月22日  |                    | 2005年12月28日 | EAN 471-0765-20001-5 |
| 10   |          | 出發吧！五位戰士     | 出發！5位戰士！      | 2005年10月4日 | ISBN 4-08-873857-8     | 2006年2月21日  |                    | 2006年11月23日 | EAN 471-0765-20940-7 |
| 11   |          | 來自天上的挑戰！！   | 從天而來的挑戰！！   | 2006年4月4日  | ISBN 4-08-874045-9     | 2006年7月10日  |                    | 2007年4月16日  | EAN 471-0765-21350-3 |
| 12   |          | 迎撃！！天空王       | 迎擊！！天空王       | 2006年9月4日  | ISBN 4-08-874257-5     | 2006年12月19日 |                    | 2007年5月24日  | EAN 471-0765-21380-0 |
| 13   |          |                      |                      | 2016年11月9日 | ISBN 978-4-08-880862-8 |                |                    |                |                      |
| 14   |          |                      |                      | 2019年6月4日  | ISBN 978-4-08-881847-4 |                |                    |                |                      |
| 15   |          |                      |                      | 2020年10月7日 | ISBN 978-4-08-882390-4 |                |                    |                |                      |
| 16   |          |                      |                      | 2022年4月9日  | ISBN 978-4-08-883091-9 |                |                    |                |                      |

冒險王比特總集篇 Buster's Records
總集篇由4卷構成，收錄了舊刊12卷以及不在單行本裏的第48話。
| 集數 | 集英社        | 集英社                 |
| 集數 | 發售日期      | ISBN                   |
| ---- | ------------- | ---------------------- |
| 1    | 2016年3月26日 | ISBN 978-4-08-111148-0 |
| 2    | 2016年3月26日 | ISBN 978-4-08-111149-7 |
| 3    | 2016年4月6日  | ISBN 978-4-08-111150-3 |
| 4    | 2016年4月13日 | ISBN 978-4-08-111151-0 |

## 電視動畫
動畫分成兩季，第二季《冒險王比特EX》是原創動畫故事。

### 冒險王比特

#### 製作人員
- 原作：三條陸、稻田浩司（集英社「月刊少年Jump」連載）
- 系列導演：長峯達也
- 劇本統籌：成田良美
- 角色設計：中鶴勝祥、山室直儀
- 總作畫監督：山室直儀
- 設計協力：中鶴勝祥
- 色彩設計：佐久間ヨシ子
- 美術設計：中村光毅
- 音樂：高木洋
- 製作人：森村祥子、坂田雄馬、関弘美→木戸睦
- 製作擔當：柳義明
- 製作協力：東映、比特製作委員會
- 製作：東京電視台、電通、東映動畫

#### 主題曲
片頭曲
「emotion」（第1話－第26話）
作詞・作曲：南ヤスヒロ、丸谷学，編曲・主唱：Sunbrain
「wish men」（第27話－第52話）
作詞：南ヤスヒロ、丸谷学、高崎卓馬，作曲：南ヤスヒロ、丸谷学，編曲・主唱：Sunbrain
片尾曲
「pureness」（第1話－第13話）
作詞・主唱：北出菜奈，作曲・編曲：本間昭光
「Dreaming under the moon」（第14話－第26話）
作詞・作曲・主唱：加藤米莉亞，編曲：豐島吉宏
「The Bee of Love -ある蜂の愛の物語-」（第27話－第39話）
作詞：Babee，作曲・編曲：Franken，主唱：Splash Candy
「月あかり(Full Moon Version)」（第40話－第52話）
作詞：nanami，作曲：nanami，編曲：村山達哉，主唱：大山百合香
插入曲
「冒險王比特！（冒険王ビィト!）」
主唱：PSYCHIC LOVER
「HERO」
主唱：五條真由美
「Eternal Wing」
主唱：五條真由美

#### 各話列表
| 話數 | 日文標題 | 中文標題                                  | 劇本       | （分鏡） 演出           | 作畫監督          | 美術       |
| ---- | -------- | ----------------------------------------- | ---------- | ----------------------- | ----------------- | ---------- |
| 1    |          | 比特！少年啊，要胸懷大志！！              | 成田良美   | 長峯達也                | 袴田裕二          | 本多敬     |
| 2    |          | 聖龍戰士團！背負榮耀決戰的終結！          | 成田良美   | 山内重保                | 佐藤陽子          | 鹿野良行   |
| 3    |          | 玻雅娜，死人沼澤之決鬥！！                | 成田良美   | 廣川集一                | 工藤柾輝          | 吉田智子   |
| 4    |          | Burning Lance，怒吼吧，熾熱火炎的才牙！！ | まさきひろ | 細田雅弘                | 山崎健志          | 本多敬     |
| 5    |          | 比特戰士團！踏上偉大的旅程！！            | 山田隆司   | 角銅博之                | 織岐一寛          | 鹿野良行   |
| 6    |          | 捷古！熱情的戰士出場！！                  | 成田良美   | 長峯達也                | 袴田裕二          | 吉田智子   |
| 7    |          | 梅爾蒙多，戰慓的才牙收集者！！            | 山田隆司   | 細田雅弘                | 佐々門信芳        | 鹿野良行   |
| 8    |          | Excellion Blade！可以繼承的靈魂！！       | まさきひろ | 山内重保                | 桑原幹根          | 本多敬     |
| 9    |          | 史力濤！孤獨的暗殺者！                    | 成田良美   | 佐々木皓一              | 工藤柾輝          | 鹿野良行   |
| 10   |          | 古利尼地！突然來襲的深綠之智將！！        | 山下憲一   | 藤瀬順一                | 佐藤陽子 袴田裕二 | 本多敬     |
| 11   |          | Zenon winzid！展翅吧！宿命的必殺之劍！！  | 山田隆司   | （大庭秀昭） 細田雅弘   | 山崎健志          | 鹿野良行   |
| 12   |          | 貝爾圖西，剝掉虎牙的慘劇之王者！！        | 山田隆司   | 角銅博之                | 佐々門信芳        | 本多敬     |
| 13   |          | 寂靜之刃，疾風之刃舞動吧！！              | 下山健人   | うえだひでひと          | 織岐一寛          | 鹿野良行   |
| 14   |          | Crown Shield！甦醒吧！全新的力量！！      | まさきひろ | 岡佳広                  | 袴田裕二          | 本多敬     |
| 15   |          | 決戰！比特對貝爾圖西！！                  | 山下憲一   | 長峯達也                | 桑原幹根          | 鹿野良行   |
| 16   |          | 黑之地平！邁向動盪的新天地！！            | 下山健人   | 佐々木皓一              | 工藤柾輝          | 本多敬     |
| 17   |          | 美璐花！電擊之超級女主角！！              | 成田良美   | 細田雅弘                | 山崎健志          | 鹿野良行   |
| 18   |          | 比特、捷古戰士團，討伐魔物的山洞巢穴！！  | 山田隆司   | うえだひでひと          | 織岐一寛          | 本多敬     |
| 19   |          | 古爾密蟻！凶險的地底威脅！！              | まさきひろ | 角銅博之                | 佐々門信芳        | 鹿野良行   |
| 20   |          | 激戰！堤路西隆的最後防衛戰！              | 成田良美   | （下田久人） 山口美浩   | 橋本勝巳          | 本多敬     |
| 21   |          | 斑卓拉！三星魔人的反擊！！                | 山下憲一   | 岡佳広                  | 袴田裕二          | 鹿野良行   |
| 22   |          | 弗蘭斯基！獲得獵物而笑的殺手！！          | 山田隆司   | 佐々木皓一              | 工藤柾輝          | 本多敬     |
| 23   |          | 傑司！與當日的誓言再會！                  | 下山健人   | うえだひでひと          | 織岐一寛          | 鹿野良行   |
| 24   |          | 再戰！不死身的弗蘭斯基！！                | 成田良美   | 細田雅弘                | 山崎健志          | 本多敬     |
| 25   |          | 古利尼地的城堡！背叛的罪與罰！！          | まさきひろ | 角銅博之                | 佐々門信芳        | 鹿野良行   |
| 26   |          | Cyclone Gunner！釋放力量吧，風之槍！！    | 山下憲一   | 長峯達也                | 桑原幹根          | 本多敬     |
| 27   |          | 羅斯閣特！力量的信奉者！！                | 山田隆司   | 山口美浩                | 佐々門信芳 高橋昇 | 鹿野良行   |
| 28   |          | 業火之冥擊流！被迫決斷的時刻！！          | まさきひろ | （入好さとる） 岡崎幸男 | 福島豊明          | 本多敬     |
| 29   |          | 反擊！燃燒生命的天才傑司！！              | 下山健人   | 岡佳広                  | 袴田裕二          | 鹿野良行   |
| 30   |          | 天青之冰結波！眼淚化爲力量！！            | 成田良美   | 佐々木皓一              | 工藤柾輝          | 本多敬     |
| 31   |          | 巴敦！失去主人的狙擊者！！                | 成田良美   | うえだひでひと          | 織岐一寛          | 鹿野良行   |
| 32   |          | 大逃亡！比特睡着時的冒險！！              | 山田隆司   | 角銅博之                | 佐々門信芳        | 本多敬     |
| 33   |          | 美璐花！愛與正義的BB再次登場！！          | 山下憲一   | 細田雅弘                | 山崎健志          | 鹿野良行   |
| 34   |          | Lightbolt Grasper！少女之雷來臨吧！！     | 下山健人   | （入好さとる） 長峯達也 | 桑原幹根          | 本多敬     |
| 35   |          | 加禮魯！要得到世界上所有的魔鈔！！        | まさきひろ | 岡崎幸男                | 福島豊明          | 鹿野良行   |
| 36   |          | 軍艦舵達司！追趕「移動要塞」！！          | 山下憲一   | 岡佳広                  | 袴田裕二          | 本多敬     |
| 37   |          | 謝利亞！沈默而恐怖的魔人！！              | 山田隆司   | 佐々木皓一              | 工藤柾輝          | 鹿野良行   |
| 38   |          | 捷古！狩魔戰士的道路！！                  | 成田良美   | うえだひでひと          | 織岐一寛          | 本多敬     |
| 39   |          | 猛烈進攻！惡夢之古利尼地城！！            | 成田良美   | 角銅博之                | 佐々門信芳        | 鹿野良行   |
| 40   |          | 塗滿鮮血的怪獸！古利尼地的真面目！！      | 山下憲一   | 細田雅弘                | 山崎健志          | 本多敬     |
| 41   |          | 怒剛爆波！野獸狂奔之叫囂！！              | 山田隆司   | 長峯達也                | 桑原幹根          | 前塚太一   |
| 42   |          | Voltic Axe！狂號雷之斧！！                | 下山健人   | 勝間田具治              | 佐々門信芳        | 本多敬     |
| 43   |          | 千鈞一髮！最後的猛烈攻擊！！              | まさきひろ | （入好さとる） 岡崎幸男 | 福島豊明          | 鹿野良行   |
| 44   |          | 夢幻戰士團！決定性的三次奇迹！！          | 下山健人   | うえだひでひと          | 織岐一寛          | 本多敬     |
| 45   |          | 再見啦！深綠之智將古利尼地！！            | 山田隆司   | 岡佳広                  | 袴田裕二          | 前塚太一   |
| 46   |          | 狩魔戰士站起來！抓緊希望之光！！          | 成田良美   | 佐々木皓一              | 工藤柾輝          | 本多敬     |
| 47   |          | 頭號通緝犯！傑司被逮捕！！                | 山下憲一   | 角銅博之                | 佐々門信芳        | 鹿野良行   |
| 48   |          | 大件事！頭暈眼花的美璐花！！              | まさきひろ | 細田雅弘                | 山崎健志          | 本多敬     |
| 49   |          | 史力濤！孤高的狩魔戰士！！                | 山田隆司   | 勝間田具治              | 桑原幹根          | 前塚太一   |
| 50   |          | 比特與傑司！友情的證明！！                | 下山健人   | うえだひでひと          | 織岐一寛          | 本多敬     |
| 51   |          | 被俘虜的海港！塔緬蕬的攻防戰！！          | 山下憲一   | （奥田誠治） 岡崎幸男   | 青鉢芳信          | 鹿野良行   |
| 52   |          | 最後的戰鬥！黑之地平再見啦！！            | まさきひろ | （入好さとる） 立仙裕俊 | 佐々門信芳        | 秋山健太郎 |

#### 播出時間
| 日本 東京電視台 星期四 18:30 節目 | 日本 東京電視台 星期四 18:30 節目           | 日本 東京電視台 星期四 18:30 節目 |
| --------------------------------- | ------------------------------------------- | --------------------------------- |
|                                   | 冒險王比特 （2004年9月30日－2005年9月29日） |                                   |
| 絢爛舞踏祭                        | 冒險王比特EX                                |                                   |

| 香港 亞洲電視本港台 星期一至五 16:40-17:10 節目 · 5月1日 暫停播映 · 5月4日起 星期一至三 16:45-17:15 · 6月22日起 星期一、二 16:45-17:15 · 7月7日 17:00-17:30                                                                      | 香港 亞洲電視本港台 星期一至五 16:40-17:10 節目 · 5月1日 暫停播映 · 5月4日起 星期一至三 16:45-17:15 · 6月22日起 星期一、二 16:45-17:15 · 7月7日 17:00-17:30 | 香港 亞洲電視本港台 星期一至五 16:40-17:10 節目 · 5月1日 暫停播映 · 5月4日起 星期一至三 16:45-17:15 · 6月22日起 星期一、二 16:45-17:15 · 7月7日 17:00-17:30 |
| --- | --- | --- |
| | 冒險王比特 （2009年4月14日－2009年8月18日） | |
| 巴布熊貓成語系列 | 冒險王比特EX | |
| 香港 亞洲電視本港台 星期日 10:00-11:00 節目 · 3月21日至4月4日 10:30-11:00 · 4月10日、5月1日、5月8日、6月12日、9月18日 星期六 10:00-11:00 · 8月1日 10:00-10:30 · 8月8日至29日 10:05-10:35 · 9月5日 10:05-11:00 · 10月3日 暫停播映 | | |
| 徹之進 重播 | 冒險王比特 重播 （2010年3月21日－2010年10月17日） | 冒險王比特EX 重播（10:00-10:30） 機靈小和尚 重播（10:30-11:00）                                                                                             |
| 香港 亞洲電視本港台 星期一至五 17:00-17:30 節目 | | |
| 爆球Hit！轟烈彈珠人 重播 | 冒險王比特 重播 （2013年11月11日－2014年1月21日） | 冒險王比特EX 重播 |
| 香港 亞洲電視本港台 星期一至五 16:30-17:00 節目 · 7月16日 16:35-17:05 | | |
| 戰鬥王之颶風戰魂 | 冒險王比特 重播 （2014年7月16日－2014年9月25日） | 巴布熊貓成語系列 重播（2014年9月26日） 鐵道小英雄 |

### 冒險王比特EX

#### 製作人員
參照冒險王比特製作人員。

#### 主題曲
片頭曲
「我想仰望天空（空を見て想う）」（第1話－第25話）
作詞：山口進 / 作曲：OUTLAW / 編曲：OUTLAW&片岡大志 / 主唱：OUTLAW
片尾曲
「風之轉輪（風のランナー）」（第1話－第25話）
作詞・作曲：石田順三 / 編曲：坂本昌之 / 主唱：SunSet Swish

#### 各話列表
| 話數 | 日文標題 | 中文標題                               | 劇本       | （分鏡） 演出           | 作畫監督   | 美術       |
| ---- | -------- | -------------------------------------- | ---------- | ----------------------- | ---------- | ---------- |
| 1    |          | 新大陸！開始新的冒險！                 | 成田良美   | 長峯達也                | 袴田裕二   | 本多敬     |
| 2    |          | 不想成爲狩魔戰士！                     | 成田良美   | 佐々木皓一              | 工藤柾輝   | 鹿野良行   |
| 3    |          | 古利法斯出場！將離家出走的里昂帶回來！ | 山田隆司   | 有冨興二                | 橋本航平   | 本多敬     |
| 4    |          | 比特戰士團！在山迪古開旅館！？         | 山下憲一   | 角銅博之                | 佐々門信芳 | 鹿野良行   |
| 5    |          | 亞度朗的襲擊！爆發藝術之魂！           | 下山健人   | うえだひでひと          | 織岐一寛   | 本多敬     |
| 6    |          | 駕馭風的依布魯！比特來靜聽風聲吧！     | まさきひろ | 岡佳広                  | 桑原幹根   | 鹿野良行   |
| 7    |          | 月亮下重逢！他的名字叫保士！           | 成田良美   | （奥田誠治） 岡崎幸男   | 福島豊明   | 本多敬     |
| 8    |          | 貪婪君主哈汀！強烈攻擊山迪古！         | まさきひろ | （奥田誠治） 立仙裕俊   | 佐々門信芳 | 鹿野良行   |
| 9    |          | 瞬雷東加！咆哮吧，迅雷擊破！           | 下山健人   | 佐々木皓一              | 工藤柾輝   |            |
| 10   |          | 潛入祭典的漢古！引發天擊之戰！         | 山下憲一   | （入好さとる） 岩井隆央 | 橋本航平   | 鹿野良行   |
| 11   |          | 貓大人！史上最弱的魔人！               | 山田隆司   | 長峯達也                | 袴田裕二   | 本多敬     |
| 12   |          | 流水雷蒙多！年青人，這就是鍛練！       | 下山健人   | うえだひでひと          | 織岐一寛   | 鹿野良行   |
| 13   |          | 積拿復仇！比特葬身火炎！               | まさきひろ | 角銅博之                | 佐々門信芳 | 本多敬     |
| 14   |          | 魔牢獄的秘密被揭露！                   | 山下憲一   | 佐々木皓一              | 工藤柾輝   | 鹿野良行   |
| 15   |          | 大搜索！比特復活！                     | 山田隆司   | （岡佳広） 立仙裕俊     | 桑原幹根   | 本多敬     |
| 16   |          | 潛在里昂的天力蘇醒了！                 | 成田良美   | （奥田誠治） 長尾粛     | 福島豊明   | 鹿野良行   |
| 17   |          | 保士全力進攻！山迪古鎮之戰！           | まさきひろ | （入好さとる） 又野弘道 | 橋本航平   | 秋山健太郎 |
| 18   |          | 保士大戰帕多魯！去保護里昂！           | 成田良美   | 長峯達也                | 袴田裕二   | 本多敬     |
| 19   |          | 風牙一閃！御風者之魂！                 | 下山健一   | うえだひでひと          | 織岐一寛   | 鹿野良行   |
| 20   |          | 比特戰士團！勇闖魔牢獄！               | 山下憲一   | 佐々木皓一              | 工藤柾輝   | 本多敬     |
| 21   |          | 炎與雷的少女！去擊敗漢古吧！           | まさきひろ | 角銅博之                | 佐々門信芳 | 秋山健太郎 |
| 22   |          | 飛升的魔牢獄！                         | 山田隆司   | 岡佳広                  | 桑原幹根   | 本多敬     |
| 23   |          | 魔牢獄獄長！保士的真正身份！           | 成田良美   | 又野弘道                | 橋本航平   | 鹿野良行   |
| 24   |          | 最終決戰！閃光之Excellion Blade！      | 山下憲一   | 長峯達也                | 袴田裕二   | 本多敬     |
| 25   |          | 再見了！山迪古！                       | 成田良美   | うえだひでひと          | 織岐一寛   | 秋山健太郎 |

#### 播出時間
| 日本 東京電視台 星期四 18:30 節目 | 日本 東京電視台 星期四 18:30 節目             | 日本 東京電視台 星期四 18:30 節目 |
| --------------------------------- | --------------------------------------------- | --------------------------------- |
|                                   | 冒險王比特EX （2005年10月6日－2006年3月30日） |                                   |
| 冒險王比特                        | 極楽とんぼのこちらササキ研究所                |                                   |

| 香港 亞洲電視本港台 星期一、二 16:45－17:15 節目                  | 香港 亞洲電視本港台 星期一、二 16:45－17:15 節目    | 香港 亞洲電視本港台 星期一、二 16:45－17:15 節目 |
| ----------------------------------------------------------------- | --------------------------------------------------- | ------------------------------------------------ |
|                                                                   | 冒險王比特EX （2009年8月24日－11月16日）            |                                                  |
| 冒險王比特                                                        | 機靈小和尚 重播                                     |                                                  |
| 香港 亞洲電視本港台 星期日 10:00－10:30 節目 · 12月26日 暫停播映  |                                                     |                                                  |
| 冒險王比特 重播（10:00-11:00）                                    | 冒險王比特EX 重播 （2010年10月24日－2011年4月24日） | 勁爆倉鼠樂隊 重播                                |
| 香港 亞洲電視本港台 星期一至五 17:00－17:30 節目                  |                                                     |                                                  |
| 冒險王比特 重播                                                   | 冒險王比特EX 重播 （2014年1月22日－2月24日）        | BB與我 重播                                      |
| 香港 亞洲電視本港台 星期六、日 17:00－17:30 節目 · 賽馬日暫停播映 |                                                     |                                                  |
| 翼飛衝天 重播                                                     | 冒險王比特EX 重播 （2014年12月27日－2015年6月6日）  | —                                                |

## 外部連結
- （日語） 冒險王比特（月刊少年Jump）
- （日語） 冒險王比特（Jump Square） （页面存档备份，存于）
- （日語） 冒險王比特官方網站（東京電視台） （页面存档备份，存于）
- （日語） 冒險王比特官方網站（東映動畫） （页面存档备份，存于）
- （日語） 冒險王比特EX官方網站（東京電視台） （页面存档备份，存于）
- （日語） 冒險王比特EX官方網站（東映動畫） （页面存档备份，存于）
- （日語） 冒險王比特 バスターズロード（遊戲） （页面存档备份，存于）
- （日語） 冒險王比特 黑暗世紀（遊戲） （页面存档备份，存于）
- （日語） 冒險王比特 范德VS.主力部隊（遊戲） （页面存档备份，存于）
- （繁體中文） 冒險王畢特官方網站（台灣電視台） （页面存档备份，存于）